# ايسمو
ايسمو هي قرية تقع في كورشولم، فنلندا. ويبلغ عدد سكانها 315 نسمة.
وتقع القرية في وسط فنلندا على ويستكوست. وأول الساكنين هم من القرن 14، وردت أسماؤهم في الوثائق القديمة في السويد (وكانت فنلندا الجزء الشرقي من السويد لمدة 700 عاما حتى عام 1809 عندما تم فقدها في حرب لروسيا). السكان في القرى في هذه المنطقة يتحدثون دائما السويدية وحتى اليوم حوالي 90٪ منهم يتكلمون السويدية.